# Доминус Флевит
„Доминус Флевит“ (на латински: Dominus Flevit) е католическа църква, разположена на Хълма на маслините в Йерусалим.
Името на църквата се превежда като „Плач Божи“, тъй като се намира на предполагаемото място, на което (според глава 19 на Евангелие от Лука) Исус Христос плаче при гледката на града, предвиждайки бъдещото му разрушение. Формата ѝ наподобява сълза.
Църквата е построена през 1955 г. По време на строежа в основите на сградата са разкрити древни и средновековни археологически находки.
Мястото на сегашната църква започва да се почита от християните по време на Кръстоносните походи. По онова време там е построен малък параклис. След загубата на Йерусалим от кръстоносците през 1187 година той е изоставен и се разрушава. В началото на ХVІ век на негово място е изградена мюсюлманска постройка (джамия или медресе), която по-късно също е изоставена.
От края на ХІХ век разни католически организации правят опити да закупят мястото и през 1950-те години францисканците изграждат днешната църква.